# Diocesi di Fore

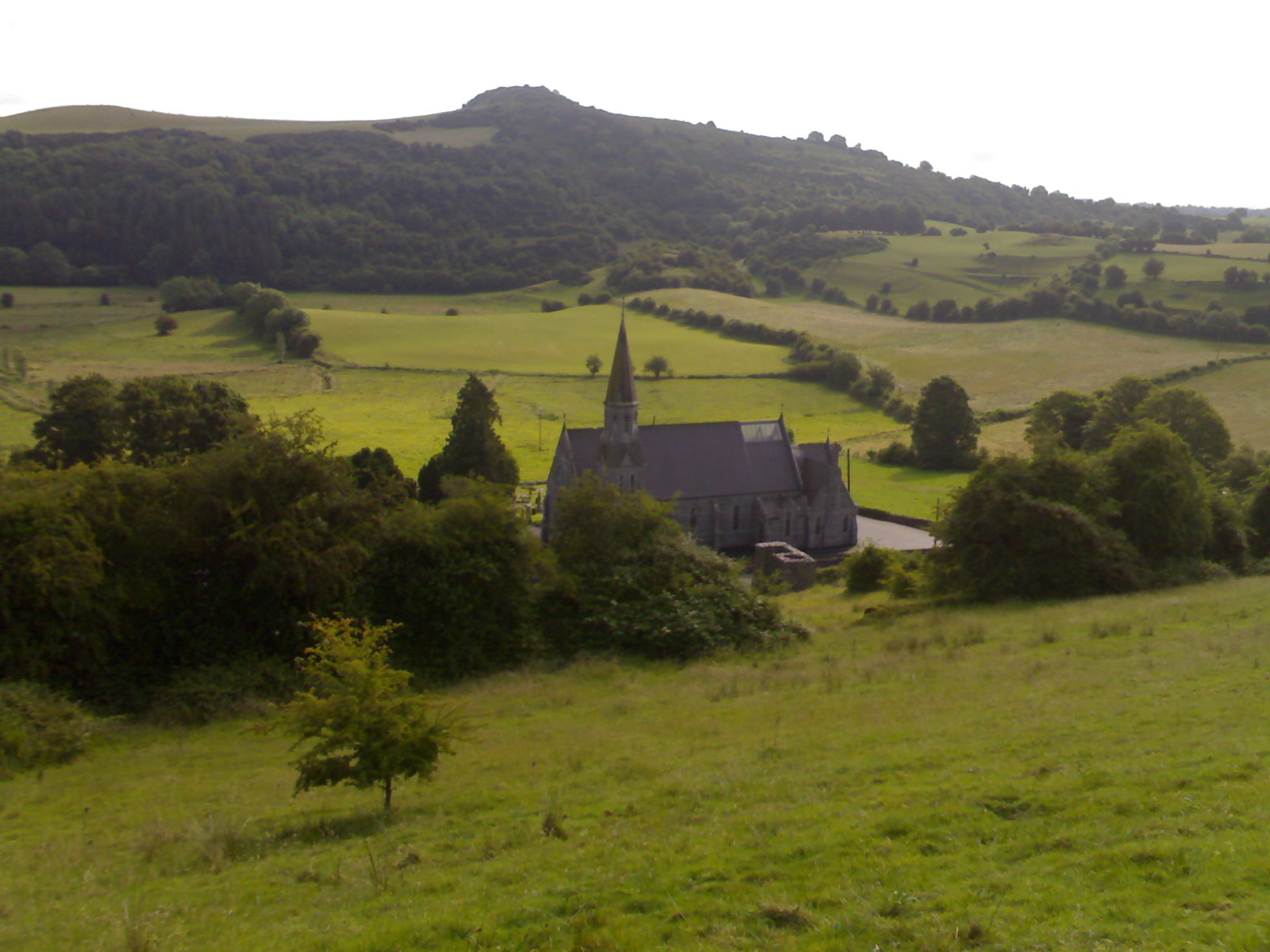
La chiesa di san Feichin a Fore.

La diocesi di Foure è stata una sede della Chiesa cattolica in Irlanda, soppressa nel XII secolo.

## Storia
La sede monastica di Foure, corrispondente all'odierno villaggio di Fore, nella contea irlandese di Westmeath, fu fondata da san Feichin, verso il 630. Questo antico monastero celtico, benché non raggiunse la fama come altri centri monastici dell'epoca, è spesso documentato negli annali medievali dove sono riportati numerosi necrologici dei suoi abati e dei suoi monaci, alcuni dei quali venerati come santi. Alcuni di questi religiosi avevano il titolo di vescovi ed esercitavano le loro funzioni all'interno della comunità monastica e nel territorio circostante.
Il monastero subì diversi saccheggi e soprattutto incendi, nel corso dell'XI e del XII secolo. Probabilmente per questo motivo, in occasione della riforma della Chiesa irlandese nel XII secolo, la sede non è menzionata tra le diocesi ufficialmente riconosciute nei sinodi di Rathbreasail del 1111 e di Kells del 1152. Il monastero e il suo territorio divennero parte della diocesi di Meath.
Verso la fine del XII secolo l'antico monastero celtico scomparve, ma già all'inizio del XIII secolo nei suoi pressi fu fondato un monastero benedettino dedicato ai santi Feichin e Taurino, che rimase attivo fino al XVI secolo.

## Cronotassi degli abati-vescovi
Di seguito sono riportati solo i nomi degli abati di Foure documentati come vescovi dagli annali irlandesi.
- San Feichin ? † (circa 630 - ?)
- San Suairlech † (? - 27 marzo 750 deceduto)
- Sant'Ardgene † (? - 1º maggio 771 deceduto)
- Ailioll † (? - 871 deceduto)
- Cormac † (? - 891 deceduto)
- Moel Poile † (? - 1001 deceduto)